# Drašnice
Drašnice is een plaats in de gemeente Podgora in de Kroatische provincie Split-Dalmatië. De plaats telt 328 inwoners (2001).

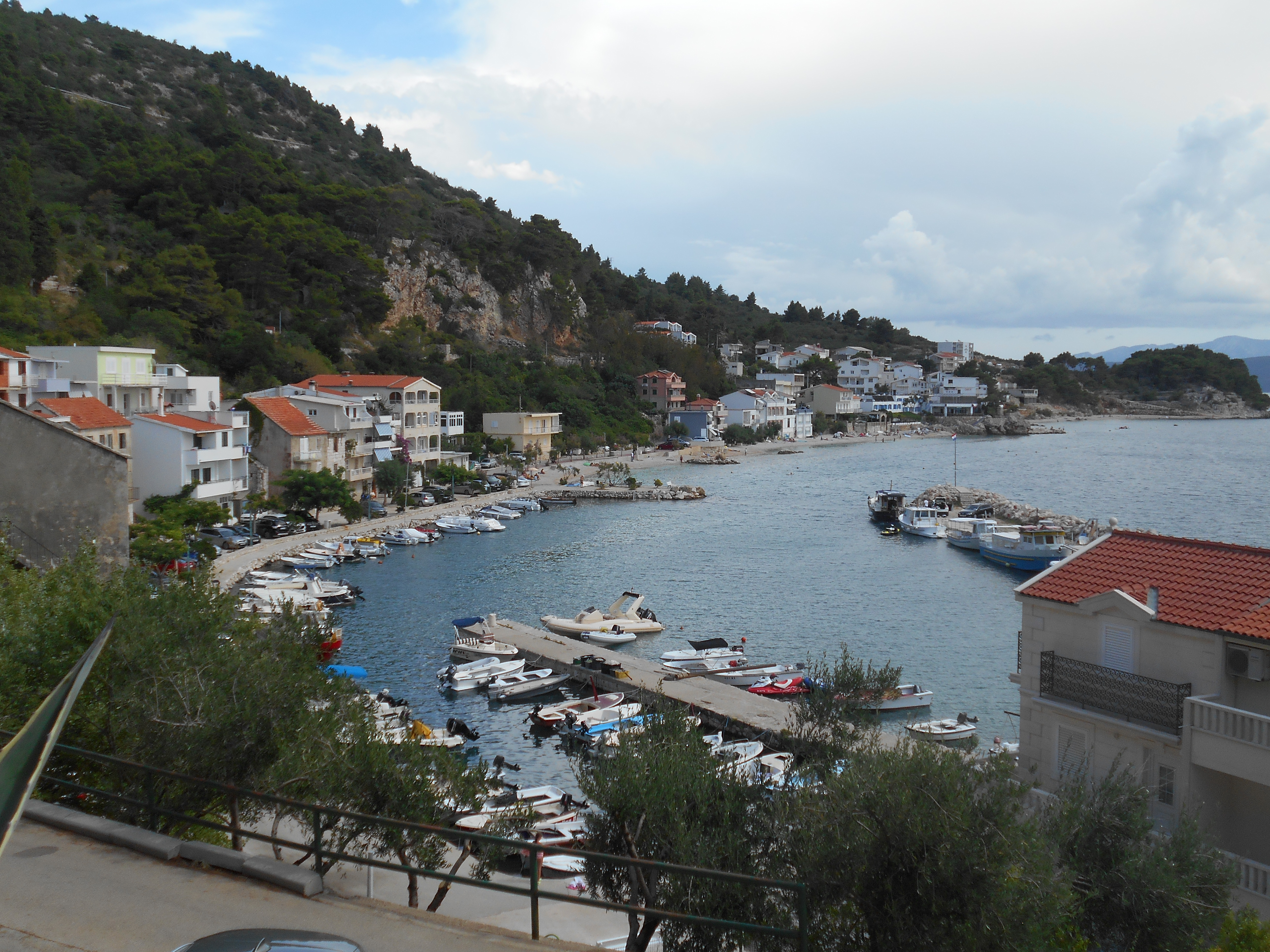
Drašnice